# 동일본 여객철도 E235계 전동차
E235계 전동차(일본어: E235系電車 이니산고케이덴샤[*])는 동일본여객철도(JR 동일본)의 직류 일반형 전동차이다. 켄 오쿠야마가 디자인하였다.

## 개요
2000년부터 수도권에 대량 투입된 JR 동일본의 주력 일반형 전동차인 E231계, 이어 2006년 대량 투입된 E233계의 차세대 차량으로 개발되면서 그동안의 기술 개발 성과를 도입한 최신예 차량이다. 야마노테 선에서의 투입을 목적으로 제조되었다. 제조 업체는 종합 차량 제작소 니쓰 사업소이다. 2015년 11월 30일 영업 운전을 시작하였고, 이날 차량 문제가 발생하기도 하였다. 2002년에 도입된 E231계 500번대 이후 13년 만의 야마노테 선 신형 차량이기도 하다. 2017년 5월 22일부터 양산형 전동차의 영업 운전이 시작되었다.
2020년부터 E235계 1000번대가 도입되어 소부 쾌속선, 요코스카선, 나리타선, 카시마선 등에 투입되어 기존 E217계 대차분으로 들어오고 있으며, 0번대와 달리 전량 신차로 편성되었다. 중간에 2층객차인 그린샤가 편성된 근교형 전동차이다. 2020년 12월 21일부터 요코스카 소부 쾌속선에서 영업운행을 시작했다.

## 설계

### 사양
본 계열은 2006년부터 수도권 대부분 구간에 총 3,000량 이상을 투입, 이용객에 대한 서비스 향상 및 수송 안전성 향상에 큰 효과를 거둔 E233계에 비해 기존의 TIMS 대신 새로운 열차 정보 관리 시스템 'INTEROS'를 비롯한 수많은 신기술을 도입하고 이용 고객에 대한 서비스 향상 뿐만이 아니라 에너지 비용이나 유지 보수의 절감을 실현하는 등 새로운 기술 개발의 성과를 담고 있다.
차량의 카운터 구분은 10호 차 사하(サハ) E235계 500번대·4600번대만 빼고 다 가0번대인 차호는 1의 부번으로 한다. 주요 기기는 VVVF 인버터 장치를 모하 E235계·모하 E234계의 전동 공기 압축기(CP)의 모하 E234계 모양으로, 보조 전원 장치(SIV)·보안 장치·축전 지상, 정류기, 브레이크 제어 장치(2대)을 쿠하 E235계·쿠하 E234계 모양으로, 보조 전원 장치(SIV)를 사하 E234계에 각각 탑재하고 있다. 차량의 최고 속도는 E231계나 E233계와 같은 120km/h으로 가감 속도 성능은 야마노테선용 E231계 500번대와 동일한 기동 가속도는 3.0km/h/s, 감속도는 4.2km/h/s이다.

### 디자인 컨셉트
컨셉트는 '사람과 대화하는 차량'이었다가 '고객, 사회와 소통하는 차량'(お客様、社会とコミュニケーションする車両)으로 바꾸었다. 또 전면의 큰 창문이나 표시 장치로 "사람과 사람, 사람과 사회를 잇는 정보의 창"을 디자인에 표현했다. 또한 공간이 넓게 느껴지는 개방적인 디자인으로 설계되었다.

### 차체 구조
E233계 등의 기존 차량과 같은 스테인리스 경량 구체이며 일부를 제외하고 스테인레스를 이용한 구체로 하고 있지만, 홈통이 밖으로 나오지 않는 차체 단면을 새로 설계했다. 기존 E233계까지는 밖으로 나간 홈통부를 차량 한계 내에 넣어 현측 외판의 허리 위를 살짝 실내 쪽으로 기울였는데, 본 계열에서는 이를 수직으로 서게 하고 홈통과 일체화했다. 본 계열은 종합 차량 제작소와 도쿄 급행 전철이 공동 개발했고 도요코 선 5050계 사하 5576에서 사용한 바 있는 차세대형 올 스테인리스 차량인 'Sustina' 최초의 대도시용 통근 차량의 양산 모델이다.
지붕 구조는 옆바람의 저항을 최대한 작게 하기 때문에 저항의 영향이 적은 공기 조절 장치부를 제외한 비계 발판을 생략했다. 연결면에 대해서는 뼈와 외판의 일부 접합부나 포장 테두리 부분에 레이저 용접을 적용하여 수밀성을 확보하고 있으며 구체에 레이저 용접의 적용은 JR 동일본의 차량에서는 일부 E721계에서 사용된 적이 있지만 수도권의 스테인리스 차량에 대해서는 처음 시도되었다.
오프셋 충돌 대책으로는 엄지 기둥의 일부 단면을 잘라낸 듯한 위치를 보강하였다. 전면 충돌 대책은 전면 디자인이 바뀌었지만 E233계나 E231계 근교형과 동등한 강도를 가지고 있었다. 또 측면 충돌 대책으로는 E233계와 동등한 강도를 지닌 구체로 했다.
차체장은 중간 차는 19,500mm이지만, 선두 차에서는 운전대 기기 확장에 따라 70mm를 연장하고 19,570mm로 했다. 모두 연결 면 간 거리는 20,000mm로 통일했고 이는 E233계와 동일하다.
팬터 그래프는 싱글암 형을 모하 E235계로 1기 또는 2기 장비한다. 접은 높이는 3,950mm이며, 주오 본선 내의 협소한 터널에도 대응하고 있다.
제어 차량의 전면과 각 차량의 측면의 행선지 표시기에는 풀컬러 LED식으로 설계되어 있다. 이는 기존의 E233계보다도 도트 수가 늘고 해상도가 오르며 단풍의 잎이나 벚꽃 등의 일러스트를 표시할 수 있다.
공기 조절 장치는 각 차량에 AU737형(50,000kcal/h)을 지붕에 1대 탑재하고 있다. 실외 송풍기를 2대에서 1대로 줄이고 송풍기 팬 날개를 변경하면서 저소음화를 실현하고 있다. 또 냉방에서는 데이터베이스에 축적된 과거의 각 역 승차율 등에서 다음 역 승차율을 예측하고 필요에 따라서는 다음 역 도착 전에 내부를 예비 냉각하는 예측 제어가 가능하다. 그 밖에도 공기 청정 장치는 E233계와 달리 파나소닉 제품의 "nanoe(나노이ー)"디바이스를 탑재한 공기 청정기를 채용했으며 가로식 팬(라잉데리아)부근의 천장부에 설치하고 있다.
차체 색은 일본국유철도 103계 전철에서의 야마노테 선의 전통인 우그이스색을 계승했지만 차체 측면의 배색은 홈 도어 설치로 보이기 어려워진 기존 횡대 대신 옆 갈고리와 측 갈고리 윗부분의 막부를 도장하고 있다. 도장은 두껍닫이 방향에 도트 무늬의 그라데이션이 되었으며, 전면도 같은 그라데이션의 디자인이다.

### 운전실
비관통 구조로 되어 있으며 E231계 근교형이나 E233계(2000번대를 제외) 같은 이른바 고비 운전대 구조이지만, 차장의 후방 확인을 용이하게 하기 위해 기기의 높이를 키 150cm의 시선 높이에 해당하는 1,410mm으로 했다. 이 때문에 운전대 기기 표시 장치류의 각도를 65도에서 50도로 변경, 운전사의 기기 시인성과 양립시켰다. 조수석 쪽의 기기에 대해서는 E233계 1,005mm에서 870mm로 높이를 낮추고 객실에서의 키가 작은 승객의 시야를 확보했다. 승무원 실내 공간에 대해서는 E233계와 기본적으로 같지만, 전면 유리는 좌우 하단에 두고 있고 평면적인 전면 디자인의 양립을 도모하고 있다.
또, 선두 차의 앞 유리 파손시에 복구를 앞당기게 하려고 E231계나 E233계와 다르게 앞 유리가 행선지 표시부와 승무원 실내부로 분할할 수 있는 구조로 되어 있어 측면의 천창은 전면 충돌 강도를 확보하는 범위에서 높이, 폭과 함께 E233계보다 확대하고 있다. 선두 차 전면 상부에 설치된 헤드 램프는 LED를 채용하고 있어 눈이 쌓이는 것을 막아야 하기 때문에 그 부분의 앞 유리에 열선이 깔려 있다.

### 객실 인테리어

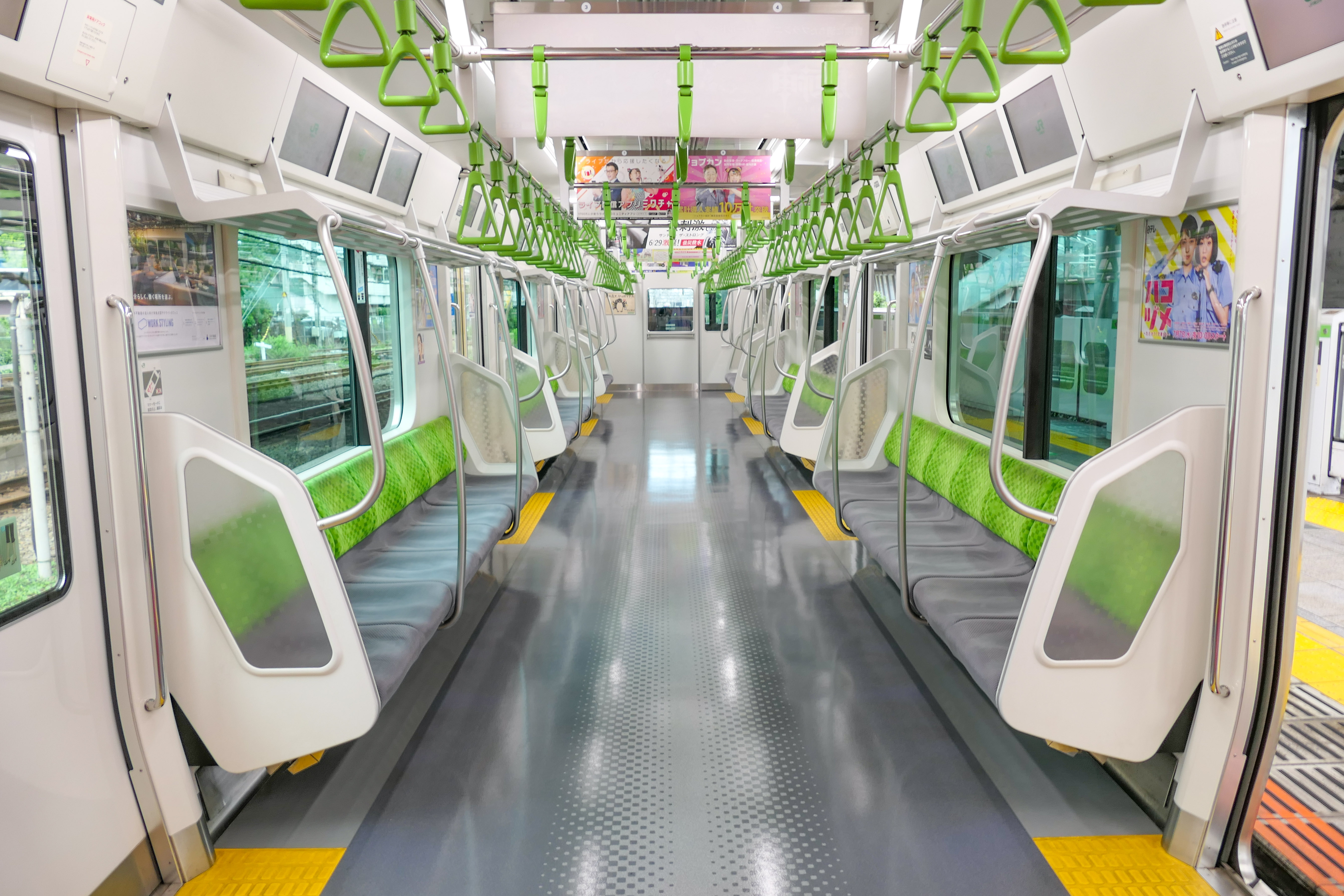
내부 전경

JR 동일본은 창 상부 및 아내 위에 디지털 전자 게시판 옆 천장의 광고를 폐지하겠다고 밝혔다. 광고 회사로부터의 요망과 수요도에 따라 전환했고, 종래 E231계 500번대의 JR 동일본 계열의 광고 대행사인 'AD트레인'의 항으로 설정되어 있는 곳은 당초 발표대로 폐지되었다. 그 이외의 6군데에 대해서는 존속시키게 되었다.
기존 차량에도 탑재되었던 각 문 상부의 17인치 액정 디스플레이(트레인 채널) 2화면에다 추가로 21.5인치 액정 디스플레이를 창 상부에 3화면(창문 위 채널), 상부에 1화면(사이드 채널)을 신설하였다. 창문 위 채널은 3화면을 연결된 하나의 화면처럼 쓸 수도 있고 새로운 디지털 전자 게시판에서 쓰일 콘텐츠에 대해서 향후 검토를 실시하기로 했다. 한편 이용객의 승차 위치와 구간에 맞춘 정차역의 정보(환승 노선·홈 안내도·역 구내도)나 전철의 혼잡 상황, 차내 온도 등을 확인할 수 있는 '야마노테선 열차 네트워크'는 현행 E231계 500번대와 마찬가지로 계속 이용할 수 있다. 자동 방송을 실시하고 있고, 본 계열에서는 수송 장애 시의 정보에도 대응하고 있다.
문 개폐 장치는 새롭게 개발한 랙과 피니언 방식의 전기식 개폐 장치를 채용했다. 의자는 E233계와 동등한 롱 시트이며, 디자인을 일신했다. 또 창문은 공간을 보다 넓게 느끼도록 반 투명의 구조로 했다.
휠체어 이용객이나 유모차 이용객 등 기타 필요한 이용객도 사용할 수 있도록 좌석이 없는 공간을 각 편성에 1개씩 설치했다. 이 자유 공간에는 더 많은 이용객이 이용하기 쉽게 레일 방향으로 2단 난간을 만들어 벽면에는 허리 보호대로 쿠션을 마련했다. 그와 함께 벽면의 표기 뿐 아니라 바닥 깔개에도 크게 휠체어 마크와 유모차 마크를 나타냈다. 차 밖에서도 각 차량에 휠체어 마크와 유모차 마크가 게시되고 있다(E231계 등 종래형은 선두차 2량만). 우선석(노약자석)은 10호차를 제외한 중간 차에 각 차량당 9자리씩 두고 있다.